# Kaneko Masahiro
Masahiro Kaneko (金子 昌広 Kaneko Masahiro, sinh ngày 2 tháng 2 năm 1991 ở Saitama) là một cầu thủ bóng đá người Nhật Bản thi đấu ở vị trí tiền vệ cho Zweigen Kanazawa ở J2 League.

## Sự nghiệp

### Ventforet Kofu
Kaneko ra mắt cho Ventforet Kofu ở J. League Division 1 ngày 2 tháng 3 năm 2013 trước Vegalta Sendai, thi đấu 67 phút trước khi được thay ra cho Akito Kawamoto và Ventforet hòa 1–1.

## Thống kê sự nghiệp

### Câu lạc bộ
Cập nhật đến ngày 23 tháng 2 năm 2016.
| Câu lạc bộ          | Mùa giải            | Giải vô địch | Giải vô địch | Cúp Hoàng đế Nhật Bản | Cúp Hoàng đế Nhật Bản | J. League Cup | J. League Cup | AFC     | AFC       | Tổng    | Tổng      |
| Câu lạc bộ          | Mùa giải            | Số trận      | Bàn thắng    | Số trận               | Bàn thắng             | Số trận       | Bàn thắng     | Số trận | Bàn thắng | Số trận | Bàn thắng |
| ------------------- | ------------------- | ------------ | ------------ | --------------------- | --------------------- | ------------- | ------------- | ------- | --------- | ------- | --------- |
| Ventforet Kofu      | 2013                | 9            | 0            | 1                     | 0                     | 5             | 0             | —       | —         | 15      | 0         |
| Ventforet Kofu      | 2014                | 0            | 0            | 0                     | 0                     | 2             | 0             | —       | —         | 2       | 0         |
| Zweigen Kanazawa    | 2014                | 11           | 2            | 0                     | 0                     | —             | —             | —       | —         | 11      | 2         |
| Zweigen Kanazawa    | 2015                | 7            | 0            | 0                     | 0                     | —             | —             | —       | —         | 7       | 0         |
| Tổng cộng sự nghiệp | Tổng cộng sự nghiệp | 27           | 2            | 1                     | 0                     | 7             | 0             | 0       | 0         | 35      | 2         |